# Ligne 6 du métro de New York
 (décembre 2021).
Si vous disposez d'ouvrages ou d'articles de référence ou si vous connaissez des sites web de qualité traitant du thème abordé ici, merci de compléter l'article en donnant les références utiles à sa vérifiabilité et en les liant à la section « Notes et références ».
Pour les articles homonymes, voir Ligne 6.
La 6 Lexington Avenue Local et la <6> Lexington Avenue Local and Pelham Express sont deux lignes (au sens de dessertes ou services en anglais) du métro de New York. Leur couleur est le vert étant donné qu'elles circulent sur l'IRT Lexington Avenue Line sur la majorité de leur tracé à Manhattan. Elles sont issues du réseau de l'ancienne Interborough Rapid Transit Company (IRT) et rattachées à la Division A.
La ligne 6 fonctionne 24 heures sur 24 dans le Bronx et Manhattan. Elle fonctionne en omnibus (arrêt dans toutes les stations) sur tout son parcours, entre Parkchester dans le Bronx et la station de Brooklyn Bridge – City Hall) dans le sud de Manhattan. Le service 6 compte 29 stations dans sa desserte express, et 38 dans sa desserte omnibus.
Des dessertes spéciales (désignées par un losange) sont prévues pour les mi-journées (09h30-15h30) et les heures de pointe (06h30-09h30 et 15h30-20h00), avec une circulation en express uniquement dans la direction la plus empruntée. En direction du Bronx, les trains qui circulent en omnibus s'arrêtent à Parkchester, alors que les trains express continuent jusqu'au terminus de Pelham Bay Park, situé plus au nord.

## Histoire

Ancien icône de la ligne 6 de 1967 jusqu'en 1979.

Le 27 octobre 1904, un service omnibus et express est mis en place sur la ligne à Manhattan, en suivant le tracé de l'actuelle ligne IRT Lexington Avenue entre Brooklyn Bridge et Grand Central – 42nd Street. De là, le service se partageait vers l'ouest sur la 42e rue sur l'itinéraire de l'actuelle 42nd Street Shuttle d'un côté et de l'autre vers le nord sur l'actuelle ligne IRT Broadway-Seventh Avenue jusqu'à la 145e rue.
La configuration actuelle en «H», avec des services distincts le long de Lexington Avenue et de Broadway / Seventh Avenue, ne fut introduit qu'en 1917. Le service omnibus complet de la Lexington Avenue, de City Hall à la 125e rue, a ouvert ses portes le 17 juillet 1918. Le 1er août 1918, la station Third Avenue-138th Street dans le Bronx, est inaugurée. Le 17 janvier 1919, le service est prolongé de 138th Street à Hunts Point Avenue et le 30 mai 1920, le service 6 est prolongé à East 177th Street. Le 24 octobre 1920, le service 6 fut de nouveau étendu, cette fois jusqu'à Westchester Square. Enfin, le 20 décembre 1920, le service 6 est prolongé jusqu'à son terminus actuel, Pelham Bay Park.
En 1934, le service au sud de la station de City Hall est interrompu et le service de nuit ne fonctionne qu'entre Pelham Bay Park et 125th Street ; tard le soir le service express sur la ligne 4 devient local pour la première fois cette année là. À compter du 31 décembre 1945, la station de City Hall ferme ses portes et l'ancienne station de Brooklyn Bridge (rebaptisée Brooklyn Bridge-City Hall) devient le terminus permanent de la ligne 6. Cependant, les trains utilisent toujours la boucle pour se retourner et revenir sur les voies en direction du Bronx. Le 10 mai 1946, le service de nuit est prolongé de la 125e rue à son terminus précédent à Brooklyn Bridge-City hall. Le 22 septembre 1948, 54 wagons supplémentaires sont mis en service sur la ligne 6, faisant passer la longueur des trains de six à sept wagons.
Du 15 au 22 décembre 1950, les trains en semaine de Pelham Bay Park sont prolongés jusqu'à South Ferry. Le 23 juin 1956, le service express du samedi matin commence à fonctionner sur la ligne 6. À partir du 8 avril 1960, les trains de nuit et de fin de semaine sont eux aussi prolongés jusqu'à South Ferry suivis d'un service de nuit le 17 octobre 1965; cependant, le service s'arrête de nouveau à Brooklyn Bridge-City hall le 23 mai 1976, quand la plate-forme de South Ferry est fermée. Du 1er mars 1960 au 17 octobre 1965, les lignes 4 et 6 vont également ensemble à Manhattan tard le soir alors que le service express de nuit sur la ligne 4 est interrompu pendant un certain temps.
À partir du 13 janvier 1980, le service de fin de nuit se termine à la 125e rue à Manhattan, le service 4 faisant tous les arrêts au sud de la ville. Le même jour, le service express du Bronx est étendu pour fonctionner en semaine, les trains de Pelham Bay Park circulant en express vers Brooklyn Bridge le matin, puis vers Pelham Bay Park dans l'après-midi. Pendant quelques mois, en 1985, un train régulier ligne 6 se rend jusqu'à Atlantic Avenue à Brooklyn avant de prendre la direction de Pelham Bay Park.
Du 21 janvier au 5 octobre 1990, le service de nuit est prolongé jusqu'à Brooklyn Bridge lorsque le service express de fin de nuit sur la 4 est rétabli. Mais la ligne  6 est raccourcie à la 125e rue pour la dernière fois quand le service express de nuit sur la 4 à Manhattan est définitivement arrêté.À partir du 3 octobre 1999, les trains des lignes 4 et 6 commencent à circuler ensemble à Manhattan tard dans la nuit lorsque la ligne 6 est prolongé, en permanence, jusqu'à Brooklyn Bridge-City Hall .

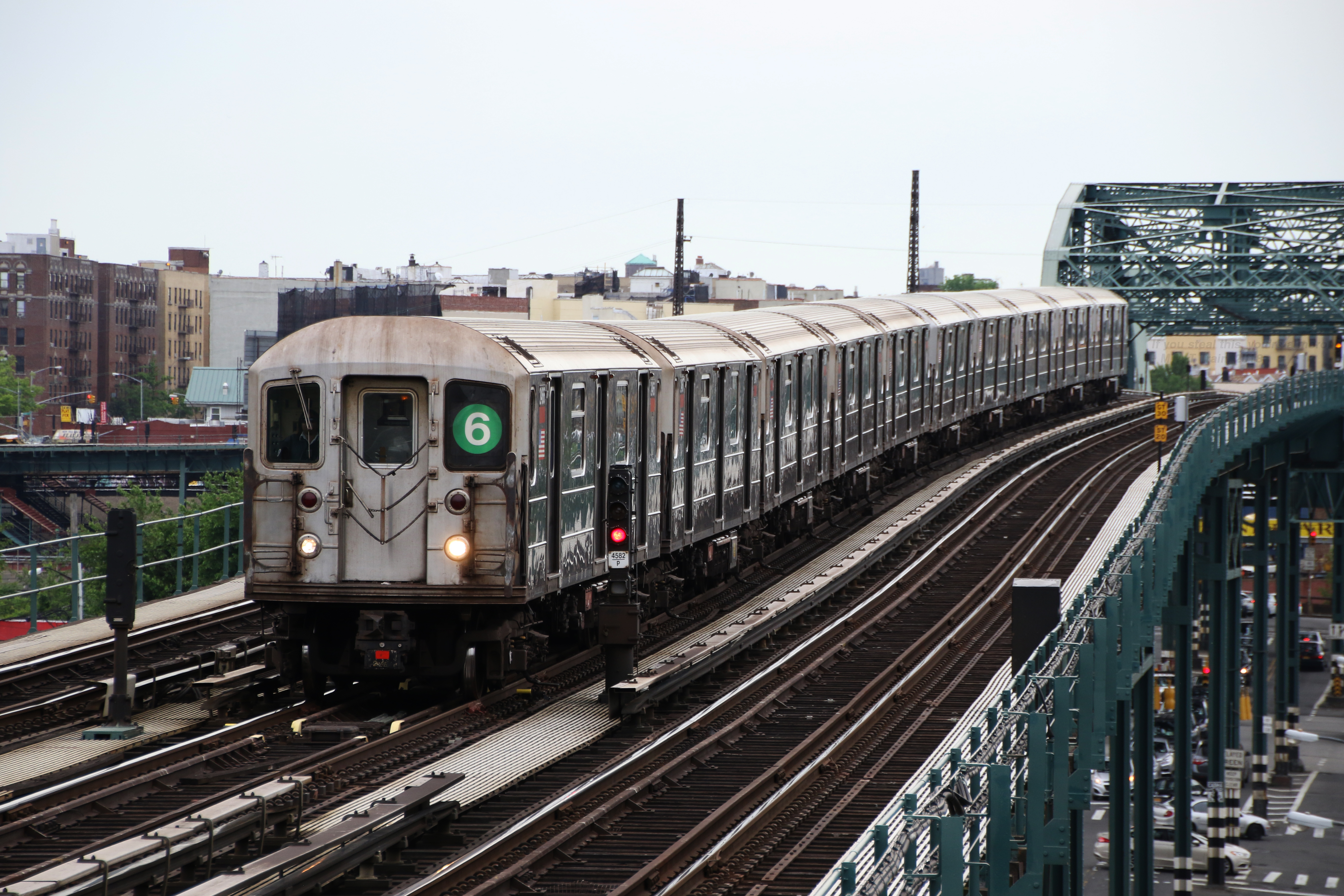
Rame R62A abordant la station Parkchester.

## Caractéristiques

### Stations

Tracé de la desserte 6 à Manhattan et dans le Bronx. La desserte omnibus s'arrête à Parkchester, tandis que les trains express (<6>) continuent jusqu'au terminus de Pelham Bay Park.

| Légende | Légende                                                   |
| ------- | --------------------------------------------------------- |
|         | Sert toujours cette station                               |
|         | Sert toujours cette station, sauf la nuit                 |
|         | Service limité                                            |
|         | Sert cette station durant la nuit                         |
|         | Sert toujours cette station, sauf aux heures de pointe    |
|         | Sert cette station durant les heures de points            |
|         | Sert cette station durant la semaine                      |
|         | Sert cette station durant la nuit et les fins de semaines |
|         | Sert cette station durant les fins de semaines            |

|           | Station                                | Horaires | Correspondances                                                                              |
| --------- | -------------------------------------- | -------- | -------------------------------------------------------------------------------------------- |
| Bronx     |                                        |          |                                                                                              |
|           | Pelham Bay Park                        | Toujours | (<6>)                                                                                        |
|           | Buhre Avenue                           | Toujours | (<6>)                                                                                        |
|           | Middletown Road                        | Toujours | (<6>)                                                                                        |
|           | Westchester Square-East Tremont Avenue | Toujours | (<6>)                                                                                        |
|           | Zerega Avenue                          | Toujours | (<6>)                                                                                        |
|           | Castle Hill Avenue                     | Toujours | (<6>)                                                                                        |
|           | Parkchester                            | Toujours | (<6>)                                                                                        |
|           | St. Lawrence Avenue                    | Toujours |                                                                                              |
|           | Morrison-Sound View Avenues            | Toujours |                                                                                              |
|           | Elder Avenue                           | Toujours |                                                                                              |
|           | Whitlock Avenue                        | Toujours |                                                                                              |
|           | Hunts Point Avenue                     | Toujours | (<6>)                                                                                        |
|           | Longwood Avenue                        | Toujours |                                                                                              |
|           | East 149th Street                      | Toujours |                                                                                              |
|           | East 143 rd Street-St. Mary's Street   | Toujours |                                                                                              |
|           | Cypress Avenue                         | Toujours |                                                                                              |
|           | Brook Avenue                           | Toujours |                                                                                              |
|           | Third Avenue-138th Street              | Toujours | (<6>)                                                                                        |
| Manhattan |                                        |          |                                                                                              |
|           | 125th Street                           | Toujours | Metro-North Railroad                                                                         |
|           | 116th Street                           | Toujours | (4) · (<6>)                                                                                  |
|           | 110th Street                           | Toujours | (4) · (<6>)                                                                                  |
|           | 103 rd Street                          | Toujours | (4) · (<6>)                                                                                  |
|           | 96th Street                            | Toujours | (4) · (<6>)                                                                                  |
|           | 86th Street                            | Toujours | (4) · (5) · (<6>)                                                                            |
|           | 77th Street                            | Toujours | (4) · (<6>)                                                                                  |
|           | 68th Street-Hunter College             | Toujours | (4) · (<6>)                                                                                  |
|           | 59th Street                            | Toujours | (transfert avec MetroCard ou OMNY seulement pour les lignes F et Q) Roosevelt Island Tramway |
|           | 51st Street                            | Toujours | (4) · (<6>) · (E) · (M)                                                                      |
|           | 42nd Street-Grand Central              | Toujours | Metro-North Railroad                                                                         |
|           | 33 rd Street                           | Toujours | (4) · (<6>)                                                                                  |
|           | 28th Street                            | Toujours | (4) · (<6>)                                                                                  |
|           | 23 rd Street                           | Toujours | (4) · (<6>)                                                                                  |
|           | 14th Street-Union Square               | Toujours | (4) · (5) · (<6>) · (L) · (N) · (Q) · (R) · (W)                                              |
|           | Astor Place                            | Toujours | (4) · (<6>)                                                                                  |
|           | Bleecker Street                        | Toujours | (4) · (<6>) · (B) · (D) · (F) · (M)                                                          |
|           | Spring Street                          | Toujours | (4) · (<6>)                                                                                  |
|           | Canal Street                           | Toujours | (4) · (<6>) · (N) · (Q) · (R) · (W)                                                          |
|           | Brooklyn Bridge-City Hall              | Toujours | (4) · (5) · (<6>) · (J) · (Z)                                                                |

### Station fantôme
En restant dans le métro après la station Brooklyn Bridge-City Hall, le terminus de la ligne 6, on passe devant une ancienne station pendant que la rame fait demi-tour. Cette ancienne station fantôme, anciennement nommée City Hall était en service de 1904 à 1945. Ses arches, ses murs de tuiles, ses verrières, lustres et ornements métalliques rappellent qu’elle était conçue pour être une vitrine du subway new-yorkais au début du 20e siècle. Cette station secrète tout à fait étonnante se trouve dans une boucle qui permet aux trains en direction de Downtown de se rediriger vers le Bronx dans le nord.

## Exploitation

### Fréquences
La fréquence de passage dans chaque sens est d’un train toutes les 3 minutes en heure de pointe et toutes les 6 minutes en heure creuse. La ligne 6 fonctionne 24h/24 tous les jours de la semaine, toute l’année. Il s’agit de l’une des lignes les plus empruntées du métro new-yorkais.

### Services Express
En heure de pointe matin et soir la desserte   est mise en place dans la direction la plus encombrée. La ligne 6 devient alors express dans le Bronx. Durant les heures de pointe certains trains ont pour terminus Parkchester et non Pelham Bay Park.

## Matériel Roulant

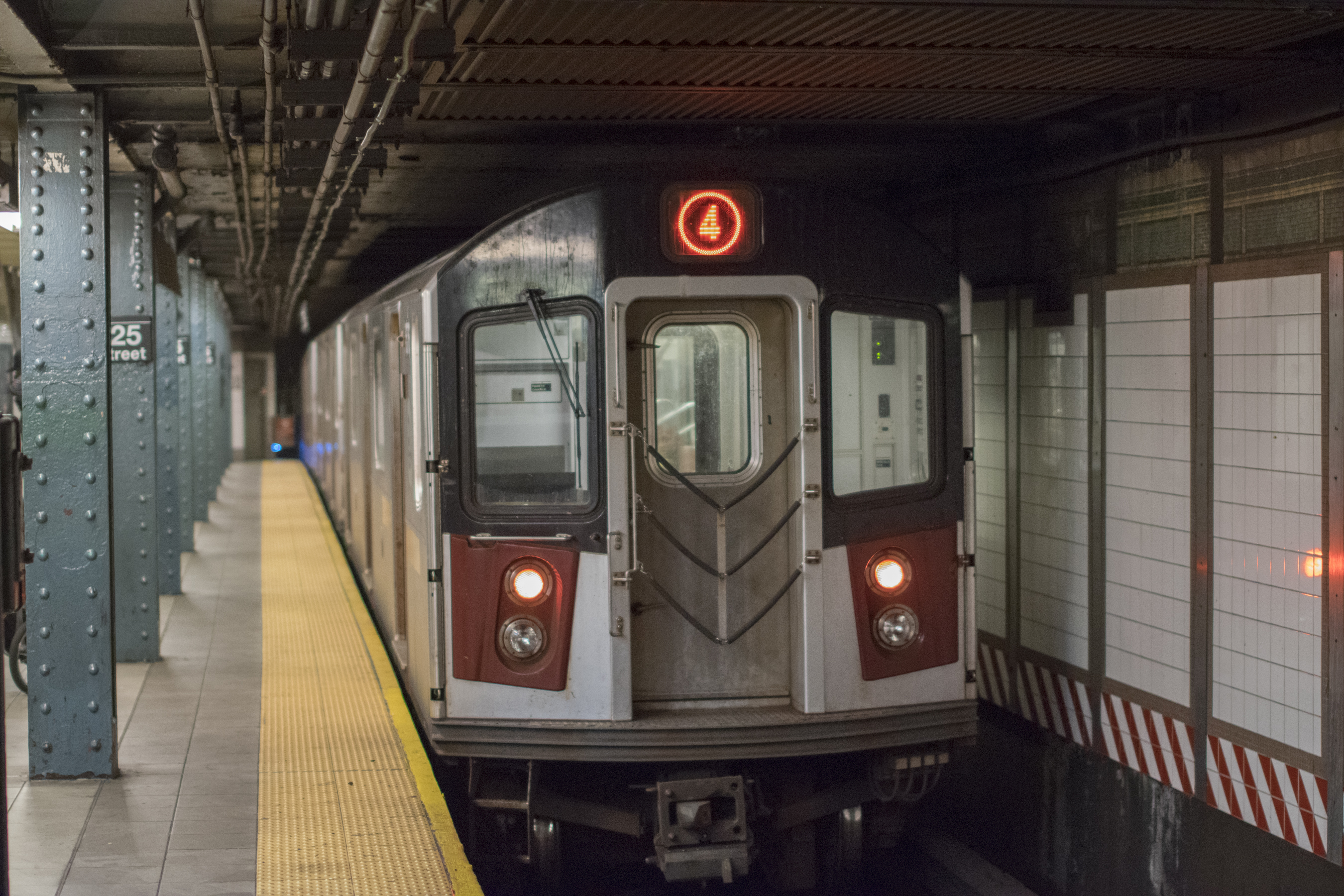
Rame R142A sur la ligne 4, précédemment utilisées sur la 6.

Jusqu’en 2018 la ligne était exploitée avec des rames modernes Kawasaki R142A. Celles-ci ont été retirées du service pour être modernisées et adaptées au système de conduite CBTC et déplacées à la ligne 4 et 7.
Les rames originelles de la ligne, rames R62A datant des années 1980 assurent à nouveau le service en attendant pour les nouvelles rames R262 à la fin des années 2020.